# Zawieścice
Zawieścice – wieś w Polsce położona w województwie dolnośląskim, w powiecie górowskim, w gminie Góra.

## Podział administracyjny
W latach 1975–1998 miejscowość administracyjnie należała do województwa leszczyńskiego.

## Zabytki
Do wojewódzkiego rejestru zabytków wpisany jest obiekt:
- wiatrak-młyn (nr 3), przy drodze Kłoda Wielka - Góra, z drugiej połowy XIX w.